# Gasparo Ghiretti
Gasparo Ghiretti (* 1747 in Neapel; † 1797 in Parma) war ein italienischer Komponist, Kontrapunktist und Geiger.

## Leben
Ghiretti studierte am Conservatorium bella Pietá dei Turchini in Neapel von 1744 bis 1752, wie sein Bruder, der dort eine Gesangslehrerausbildung absolvierte.
In der zweiten Hälfte des 18. Jahrhunderts spielte er als Kammermusiker am Hof von Ferdinand, Herzog von Parma. In seiner musikalischen Position und mit seinen hervorragenden didaktischen Fähigkeiten, war er Meisterlehrer einer Reihe talentierter Musiker, darunter der Komponist und Herzogskapellmeister Ferdinando Paer, Ferdinando Orlandi (1774–1848), Angelo Maria Benincori (1779–1821), Alfonso Savj (* 21. Dezember 1773 in Parma; † 1847), Ferdinando Paini (* um 1775 in Parma; † unbekannt) und Carlo Antonio Gambara (* 1774 in Venedig; † unbekannt). Sein bekanntester Schüler war der junge Niccolò Paganini, der mehrere Monate und möglicherweise sogar zwei Jahre bei Ghiretti studierte. Neben der Violintechnik konzentrierte sich Ghirettis Unterricht auf Harmonie, Kontrapunkt, Theorie und Komposition.